# Agutí negre
L'agutí negre (Dasyprocta fuliginosa), conegut localment com a ñeque, és una espècie de rosegador histricomorf de la família Dasyproctidae pròpia de Sud-amèrica. És nadiu de Panamà, Veneçuela, Colòmbia, l'Equador i el nord-oest del Brasil, fins als 1.500 msnm.
Són animals crepusculars i nocturns. El seu principal aliment són fruits, especialment de palmes, encara que també consumeixen llavors, algunes herbes i tubercles. S'adapten molt bé a les modificacions introduïdes per l'home, tot i que són intensament caçats per la seva carn.